# Црвена цапица
  је врста јестиве гљиве. Веома квалитетна. Расет у листопадним шумама.

## Облик
Гљива је целини висока од 6-20 cm и широка. Одозго нагоре разликујемо труп, гране, гранчице и врхове. По спољном изгледу подсећају на карфиол у свим својим развојним фазама.

## Труп
Масиван, 3-6/2-5 cm, коренаст као клин, дубоко укопан у земљи. Бели, с временом пожути. Пун и тврд. Из њега се развију издвајајући тек у горњој половици или чак на самом врху.

## Гране
Прве с временом прилично јаке и дебеле, друге врло кратке, многе закржљале у ситне бубуљице. Ваљкасте, али често с уздужним браздама. Беличасте до бледожућкасте. У младости врло збијено густе и попречно стиснуте, касније раздељеније разгранате и углавном усправне.

## Вршци
Већином тророгли, ређе двороги, ретко када једнороги. Боје малиналила или винскицрвени, а сам врх вршка још тамније у тој боји. Старењем постају све блеђи, рози, па меснати, на крају смеђежућкасти.

## Хименијум
Хименијум је као спољни слој локализован на горњи дио грана и доњи део гранчица, док су врхови стерилни.

## Боја
Тамноокер

## Месо
Тврдо, бело, мраморасто, тј. на пресеку као мрамор тамнијим жилицама прошарано. Укус благ, мирис освежавајући.

## Микроскопија
Споре издубљено-елиптичне, због супрахиларне депресије налик на опанак, светложуте, уздужно испругане (12)-14-18/4,5-6 ми. Хифе широке 3-12 ми, са копчама.

## Станиште
У листопадним шумама на киселом тлу. У скупинама, често и у луковима и у круговима, од 800 метара над. висине. Више успева у северозападним него у југоисточним деловима земље.

## Доба
VII-X (XI).

## Јестивост
Сматра се најквалитетнијом од свих цапица. Може се пржити, кувати, али свакако је треба јести у салати. Кувати је као карфиол двадесетак минута само у засољеној води, затим охладити, нарезати и зачинити. Одлична је и укисељена.

## Сличне врсте
На континенту би је било јако тешко побркати захваљујући њеним винскоцрвеним вршицама. Али код нас, посебно у субмедитеранској зони, уз дебело храстова и буквања, није ретка једна цапица која се наоко уопште не може разликовати од њих, толико су слични, а јестивост им није утврђена. Аустралиска цапица, Ramaria holorubell Corner, досад нађена једино у Аустралији и у обе Америке. Истичемо разлике од Аустралиске: Отрусина смеђа; месо дуго благо, али кад са испљуне горко; поре знатно мање; 9,5-13/3,5-5 ми (пруге се истичу зеланкастожуто уз порпурно затемљење између њих); мирис изразито на згњечени лист рена.